# Roman Suszko (logik)
Roman Suszko (ur. 9 listopada 1919 w Podoborze, zm. 3 czerwca 1979 w Warszawie) – polski logik, zajmujący się między innymi teorią mnogości, semantyką i lingwistyką matematyczną. Syn chemika Jerzego Suszki. Twórca logiki niefregowskiej.

## Życiorys naukowy
Roman Suszko uczęszczał do szkół w Cieszynie, Krakowie, Lwowie i Poznaniu. Podczas okupacji pracował w Krakowie, m.in. jako dozorca nocny, portier i telefonista. W tym samym czasie studiował na tajnych kompletach UJ, które ukończył 15 maja 1945 roku (tytuł pracy magisterskiej: „Dorobek logiki polskiej”). W latach 1946–1952 pracował na Wydziale Matematyczno-Przyrodniczym Uniwersytetu Poznańskiego w Katedrze Teorii i Metodologii Nauk, kierowanej przez Kazimierza Ajdukiewicza. W 1948 roku został doktorem, a w 1951 habilitował się na podstawie rozprawy „Canonic axiomatic systems”. W 1953 roku został przeniesiony do Katedry Logiki na Wydziale Filozoficznym Uniwersytetu Warszawskiego, gdzie pracował do roku 1965. W 1965 roku przeniósł się do Instytutu Filozofii i Socjologii Polskiej Akademii Nauk, gdzie w latach 1966–1969 kierował Zakładem Logiki. W latach 1967–1969 oraz 1970–1973 przebywał w USA jako profesor wizytujący w Stevens Institute of Technology w Hoboken w stanie New Jersey. Od 1974 do 1978 pracował w Wyższej Szkole Rolniczo-Pedagogicznej w Siedlcach.
Roman Suszko zagrał rolę Profesora w filmie „Rejs”.

## Dorobek
Autor ponad 70. publikacji naukowych. Główne dzieła:
- W sprawie antynomii kłamcy i semantyki języka naturalnego (1957),
- Wykłady z logiki formalnej (1965),
- Ontologia w „Traktacie” L. Wittgensteina, w: „Studia Filozoficzne”, 1(1968), s. 97–121,
- Investigations into the sentential calculus with Identity, w: „Notre Dame Journal of Formal Logic”, 13/3 (1972), s. 289–308 (wspólnie z S. L. Bloomem),
- D. J. Brown; R. Suszko: Abstract logics. „Dissertationes Mathematicae”, tom 102. Instytut Matematyczny Polskiej Akademii Nauk, Państwowe Wydawnictwo Naukowe, Warszawa 1973.
- Suszko, R.: Odrzucenie aksjomatu Fregego i reifikacja sytuacji. Wydaw. Uniwersytetu Marii Curie-Skłodowskiej, Lublin 2000. ISBN 83-227-1605-2